# Canton de Beaumesnil
Le canton de Beaumesnil est une ancienne division administrative française située dans le département de l'Eure et la région Haute-Normandie.

## Géographie
Ce canton était organisé autour de Beaumesnil dans l'arrondissement de Bernay. Son altitude variait de 109 m (Gouttières) à 212 m (Saint-Pierre-du-Mesnil) pour une altitude moyenne de 166 m.

## Représentation

### Conseillers d'arrondissement (de 1833 à 1940)
| Période                                  | Période | Identité                                | Étiquette   | Qualité |
| ---------------------------------------- | ------- | --------------------------------------- | ----------- | --- |
| 1833                                     | 1836    | Louis Crosnier                          |             | Maire de Saint-Aubin-le-Guichard                                                                            |
| 1836                                     | 1848    | M. Boucher                              |             | Notaire à Beaumesnil                                                                                        |
| 1848                                     | 1867    | M. Biard-Delabarre                      |             | |
| 1867                                     | 1883    | M. Panthou                              |             | |
| 1883                                     | 1892    | Gustave Mée                             | Monarchiste | Agent d'assurances à Beaumesnil                                                                             |
| 1892                                     | 1907    | Charles Alphonse Boullanger (1821-1901) | Républicain | Pharmacien, maire de La Barre-en-Ouche, suppléant du juge de paix                                           |
| 1907                                     | 1925    | M. Guérin                               | Républicain | |
| 1925                                     | 1940    | Raoul Poussin                           | Républicain | Pharmacien, médecin, maire de La Barre-en-Ouche                                                             |
| 1940                                     |         |                                         |             | Les conseils d'arrondissement ont été suspendus par la loi du 12 octobre 1940 et n'ont jamais été réactivés |
| Les données manquantes sont à compléter. |         |                                         |             | |

### Conseillers généraux de 1833 à 2015
- De 1833 à 1848, les cantons de Beaumesnil et de Broglie avaient le même conseiller général. Le nombre de conseillers généraux était limité à 30 par département[1].

| Période | Période      | Identité                                     | Étiquette       | Qualité |
| ------- | ------------ | -------------------------------------------- | --------------- | --- |
| 1833    | 1848         | Duc Victor de Broglie                        | Orléaniste      | Ministre des Affaires étrangères (1832-1834) Président du Conseil sous la Monarchie de Juillet (1835-1836) Membre de l'Institut Député (1849-1851), Pair de France                                             |
| 1848    | 1852         | Louis Leclerc                                |                 | Propriétaire, maire de La Barre-en-Ouche |
| 1852    | 1892 (décès) | Baron Léonor Deshays de Forval de Grandchain | Droite          | Maire de Grandchain Propriétaire du château de Liberge |
| 1892    | 1919         | Gustave Mée                                  | Républicain     | Percepteur des contributions directes à Argences (Calvados, conseiller d'arrondissement) |
| 1919    | 1940         | Charles Fère                                 | URD             | Industriel Conseiller municipal de Thevray |
|         |              |                                              |                 | |
| 1943    | 1945         | Raoul Poussin (1871-1962)                    |                 | Pharmacien, médecin Conseiller d'arrondissement, maire de La Barre-en-Ouche Nommé conseiller départemental en 1943                                                                                             |
|         |              |                                              |                 | |
| 1945    | 1961         | Henri Eichens (1887-1967)                    | Rad.            | |
| 1961    | 1979         | Marcel Dubois                                | Rad.            | Agriculteur Maire de Thevray |
| 1979    | 1985         | Anne-Marie Delabre                           | MRG             | |
| 1985    | 1997 (décès) | Jacques Prévost                              | UDF             | Exploitant agricole Maire d'Ajou Président de la Communauté de communes du canton de Beaumesnil Député-suppléant de Ladislas Poniatowski                                                                       |
| 1997    | 2015         | Marc Vampa                                   | UDF puis NC-UDI | Informaticien retraité Maire de Beaumesnil depuis 2008 Suppléant du député Hervé Morin (2002-2007) - Député (2007-2011) Ancien Adjoint au Maire de La Houssaye (1983-1989) et de La Barre-en-Ouche (1995-2001) |

## Composition
Le canton de Beaumesnil regroupait dix-sept communes et comptait 4 247 habitants (recensement de 1999 sans doubles comptes).
| Communes                   | Population (2012) | Code postal | Code Insee |
| -------------------------- | ----------------- | ----------- | ---------- |
| Ajou                       | 217               | 27410       | 27007      |
| La Barre-en-Ouche          | 791               | 27330       | 27041      |
| Beaumesnil                 | 562               | 27410       | 27049      |
| Bosc-Renoult-en-Ouche      | 139               | 27330       | 27088      |
| Épinay                     | 272               | 27330       | 27221      |
| Gisay-la-Coudre            | 233               | 27330       | 27283      |
| Gouttières                 | 177               | 27410       | 27292      |
| Grandchain                 | 225               | 27410       | 27296      |
| Les Jonquerets-de-Livet    | 264               | 27410       | 27356      |
| Landepéreuse               | 248               | 27410       | 27362      |
| Le Noyer-en-Ouche          | 200               | 27410       | 27444      |
| La Roussière               | 197               | 27270       | 27499      |
| Saint-Aubin-des-Hayes      | 112               | 27410       | 27513      |
| Saint-Aubin-le-Guichard    | 231               | 27410       | 27515      |
| Saint-Pierre-du-Mesnil     | 86                | 27330       | 27596      |
| Sainte-Marguerite-en-Ouche | 118               | 27410       | 27566      |
| Thevray                    | 175               | 27410       | 27628      |

## Démographie
| 1962  | 1968  | 1975  | 1982  | 1990  | 1999  | 2006  | 2011  | 2012  |
| ----- | ----- | ----- | ----- | ----- | ----- | ----- | ----- | ----- |
| 4 599 | 4 334 | 4 025 | 3 970 | 3 893 | 4 247 | 4 578 | 5 017 | 4 982 |